# Paolo Pace
Paolo Pace (* 25. Januar 1909; † 5. August 1980) war ein maltesischer Politiker der Nationalist Party und war Sprecher des Repräsentantenhauses (Speaker of the House).

## Biografie
Paolo Pace entstammte einer alten maltesischen Familie, seine Frau war Emily Sammut aus Cospicua Malta. Sie hatten drei Töchter: Maria Iris, Adelaide Odette und Enrichetta Lydia.
Pace begann seine politische Laufbahn 1950, als er als Nachfolger des verstorbenen früheren Premierministers Enrico Mizzi Mitglied der Gesetzgebenden Versammlung wurde. 1953 wurde er zum Abgeordneten des Repräsentantenhauses gewählt, wo er als Mitglied der Nationalist Party die Interessen des Wahlkreises 1 vertrat. 1955 erfolgte seine Wiederwahl zum Abgeordneten.
Im Februar 1962 wurde er zum Sprecher des Repräsentantenhauses (Speaker of the House) gewählt und übte dieses Amt bis zum Ende der ersten Legislaturperiode im Februar 1966 aus. Nachfolger als Sprecher wurde Alfred Bonnici. 1966 erfolgte seine Wiederwahl zum Abgeordneten, so dass er dem Parlament bis Juni 1971 angehörte.
Zwischen dem 2. Mai 1966 und dem 1. Mai 1971 war er außerdem Vertreter Maltas in der Parlamentarischen Versammlung des Europarates.